# Шоард (Муреш)
Шоард (рум. Șoard) насеље је у Румунији у округу Муреш у општини Ванатори. Oпштина се налази на надморској висини од 378 m.

## Становништво
Према подацима из 2002. године у насељу је живело 649 становника.

### Попис2002.
| Расподела становништва по националности 2002.‍ | Расподела становништва по националности 2002.‍ | Расподела становништва по националности 2002.‍ | Расподела становништва по националности 2002.‍ | Расподела становништва по националности 2002.‍ |
| --------------------------------------------- | --------------------------------------------- | --------------------------------------------- | --------------------------------------------- | --------------------------------------------- |
|                                               |                                               |                                               |                                               |                                               |
| Румуни                                        | Румуни                                        |                                               | 186                                           | 28,8%                                         |
| Мађари                                        | Мађари                                        |                                               | 83                                            | 12,8%                                         |
| Роми                                          | Роми                                          |                                               | 377                                           | 58,4%                                         |